# آسپیس (ناوشکن یونانی)
آسپیس (ناوشکن یونانی) (به انگلیسی: Greek destroyer Aspis) یک کشتی بود که طول آن ۶۷ متر (۲۲۰ فوت) بود. این کشتی در سال ۱۹۰۷ ساخته شد.